# 高屋町小谷
高屋町小谷(たかやちょうこだに)とは、広島県東広島市の町名。全域で住居表示未実施である。

## 概要
JR山陽本線が町内を横断しており、白市駅が設置されている。同駅を中心として小規模な市街地が形成されているが、西高屋駅周辺に比べると閑散としている。

## 交通

### 鉄道
- JR山陽本線 - 白市駅

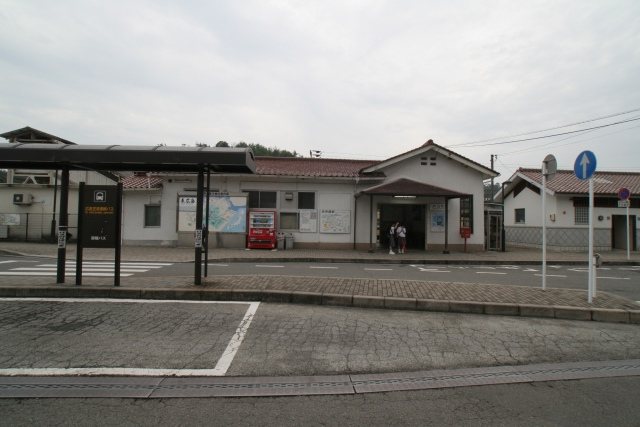
白市駅

白市駅は広島シティネットワーク区間の東端であるため、同駅を境として東側(三原方面)の本数は激減する。
白市地区の住民が出資して設置された駅であるため、「小谷駅」ではなく「白市駅」を名乗っている。

### バス
白市駅を拠点として、広島空港方面行きのバスと西高屋駅経由西条駅行きのバスが運転されている。この他、コミュニティバス「おまるめ山バス」が、これらのバス路線を補完する役割を担っている。

### 道路

#### 高速道路
- 山陽自動車道 - 小谷SA

#### 一般道路
- 広島県道59号東広島本郷忠海線
- 広島県道351号造賀田万里線

## 施設
- 小谷郵便局
- 東広島市立小谷小学校
- ショージ白市駅前店
- ココカラファインセガミ白市駅前店
- カレンズ白市店

## 教育
市立小・中学校に通う場合、学区は以下のようになる。
小谷小学校→高屋中学校